# Belvedere (Kalifornien)
Belvedere ist eine Stadt in Marin County im US-Bundesstaat Kalifornien mit 2126 Einwohnern (Stand: 2020).
Das Stadtgebiet erstreckt sich über zwei Inseln in der Bucht von San Francisco, die über einen Damm von der nahegelegenen Stadt Tiburon erreicht werden können. Mit einem mittleren Haushaltseinkommen von 183.131 Dollar im Jahr 2015 gehört Belvedere zu den einkommensstärksten Städten in den Vereinigten Staaten. Zahlreiche Häuser der Stadt haben einen spektakulären Blick auf Angel Island, San Francisco, Sausalito, den Mount Tamalpais und die Golden Gate Bridge. Der mittlere Wert eines Hauses oder einer Eigentumswohnung in Belvedere liegt bei über einer Million Dollar und damit mehr als eine halbe Million über dem mittleren Wert in Kalifornien. Eine Reihe dieser Häuser wurden im Stil der Viktorianischen Architektur errichtet; einige von ihnen sind im National Register of Historic Places, der offiziellen Liste der Kulturdenkmale in den Vereinigten Staaten, verzeichnet. Läden oder Restaurants sind in Belvedere nicht erlaubt und der Bau von neuen Häusern unterliegt strengen Beschränkungen. 